# مونتز کار
مونتز کار (انگلیسی: Muntz Car) شرکت خودروسازی آمریکایی است، که در سال ۱۹۵۰ توسط مدمن مونتز تأسیس شد.